# Devron García
Devron Kyber García Ducker (Roatán, 1996. február 17. –) hondurasi korosztályos válogatott labdarúgó, a Real España játékosa.

## Pályafutása
A hondurasi CD Victoria csapatánál nevelkedett és lett profi játékosa, majd 2016-ban szerződtette az amerikai Orlando City klubja. 2017 és 2018 között kölcsönbe került a Real España csapatához. Ezt követően egy szezont töltött a Vida csapatánál, majd visszatért a Real España klubjához.
Részt vett a 2013-as U17-es labdarúgó-világbajnokságon és a 2015-ös U20-as CONCACAF-aranykupán, valamint az U20-as labdarúgó-világbajnokságon.

## Sikerei, díjai
- Honduras U17
  - U17-es labdarúgó-világbajnokság 8. helyezett: 2013